# Fernando Namora
Fernando Namora (Condeixa-a-Nova, districte de Coïmbra, 1919 — Lisboa, 31 de gener de 1989) va ser un novel·lista, assagista i poeta portuguès. Les seves novel·les s'emmarquen en el realisme portuguès, inicialment de tipus psicològic i posteriorment de caràcter més social, amb un estil precís i sobri. Va ser un dels iniciadors del neorealisme portuguès. Molt vinculat a la cultura catalana, va ser traduït per Fèlix Cucurull.

## Obres

### Novel·les
- Relevos i As sete partidas do mundo (1938)
- Fogo na Noite Escura (1943)
- Retalhos da vida de un médico (1949, 1963)
- Casa da Malta (1945)
- Minas de San Francisco (1946)
- O trigo e o joio (1954)
- Flors a la tomba de Clarisse (trad. 1961)
- Domingo à tarde (1961)
- O homem disfarçado (1957)
- Os clandestinos (1972)
- O rio triste (1982)

### Assaig
- Diálogo en setembro (1966)
- A nave de pedra (1975)
- Estamos no vento (1974)

### Poesia
- Terra (1941)
- Marketing (1969)
- Nome para uma casa (1985)